# (29137) Alanboss
(29137) Alanboss est un astéroïde de la ceinture principale.

## Description
(29137) Alanboss est un astéroïde de la ceinture principale. Il fut découvert le 18 octobre 1987 à l'Observatoire Palomar par Carolyn S. Shoemaker et Eugene M. Shoemaker. Il présente une orbite caractérisée par un demi-grand axe de 2,29 UA, une excentricité de 0,22 et une inclinaison de 24,9° par rapport à l'écliptique.

## Compléments